# 富貴冤家
《富貴冤家》是香港亞洲電視在1990年製作的處境劇集六十集香港移民潮的移民處境電視劇。以當時香港的移民潮為背景，諷刺時弊。正逢沈殿霞過檔亞視之際後，由董驃與沈殿霞（肥姐）（香港電影之《富貴逼人系列》）中飾演的銀幕夫妻，劇中飾演男女主角。部份外景曾在1990年10月於加拿大溫哥華拍攝。《富貴冤家》的主題曲《化敵為友》由蔡國權作曲及填詞，主題曲由沈殿霞主唱，本劇策劃為鄧特希，監製為伍潤泉等。

## 主要演員
- 董　驃 飾 梁　蘇
- 沈殿霞 飾 陳李笑芬
- 彭健新 飾 梁振東
- 梁思浩 飾 樂偉峰（Don）
- 翁　虹 飾 陳湘儀
- 李麗蕊 飾 陳湘玲
- 潘冰嫦 飾
- 陳師雄 飾 Charles（在第1集和第2集出場）
- 陳佩珊 飾 何美娟
- 陳建得 飾
- 張海聲 飾
- 劉鳳婷 飾
- 馬麗紅 飾
- 黃潔冰 飾
- 張劍雄 飾
- 冼蓮寶 飾
- 廖素屏 飾
- 李銓勝 飾
- 何小敏 飾
- 黃炳松 飾
- 陳比莉 飾
- 吳　寧 飾
- 張　夫 飾
- 陳鳳冰 飾
- 藍秉坤 飾
- 雷小明 飾
- 張　航 飾
- 雷安娜 飾 Annabelle
- 長國強 飾
- 莊國輝 飾
- 潘樹基 飾
- 江德華 飾
- 郭平華 飾
- 張國強 飾
- 柳秋紅 飾
- 冼錦燕 飾
- 張惠儀 飾
- 陳巧儀 飾
- 陳耀輝 飾
- 江俊衛 飾
- 吳紫妍 飾
- 江　圖
- 凌腓力 飾
- 張錦程 飾
- 陳　敬 飾
- 李其鈞 飾
- 陳麗雲 飾
- 范永華 飾
- 邵傳勇 飾
- 榮　飇 飾
- 吳嘉華 飾
- 施　明 飾 鄧太太（在第44集出場）
- 喬　宏 飾 鄧先生（在第44集出場）
- 陳劍雲 飾
- 駿　雄 飾
- 陳珮珊 飾
- 姜皓文 飾

## 外部連結
- 梁思浩拍攝富貴冤家的經歷

| 香港亞洲電視本港台 星期一至五 20:00-20:30時段 | 香港亞洲電視本港台 星期一至五 20:00-20:30時段 | 香港亞洲電視本港台 星期一至五 20:00-20:30時段 |
| --------------------------------------------- | --------------------------------------------- | --------------------------------------------- |
|                                               | （1990.12.17 - 1991.3.29）                    |                                               |
| 第三間電台 （1990.10.3 - 1990.12.14）         | 廟街豪情 （1991.4.1 - 1991.5.13）             |                                               |